# Opus Colors
Opus Colors es una serie de televisión de anime original de televisión creada por Rin Hinata, animada por C-Station y producida por NBCUniversal Entertainment Japan.
La serie se emitió entre abril y junio de 2023, y cuenta con 12 episodios.

## Personajes
Kazuya Yamanashi (月見里 和哉 Yamanashi Kazuya?)
 Seiyū: Yuma Uchida
Kyo Takise (多岐瀬 響 Takise Kyō?)
 Seiyū: Ryōta Ōsaka
Jun Tsuzuki (都築 純 Tsuzuki Jun?)
 Seiyū: Natsuki Hanae
Michitaka Nanba (難波 道臣 Nanba Michitaka?)
 Seiyū: Toshiyuki Toyonaga
Iori Haijima (灰島 伊織 Haijima Iori?)
 Seiyū: Yūichirō Umehara
Takumi Yura (由羅 拓海 Yura Takumi?)
 Seiyū: Nobunaga Shimazaki
Anju Ikaruga (斑鳩 杏寿 Ikaruga Anju?)
 Seiyū: Taku Yashiro
Chiharu Sakaki (榊 知陽 Sakaki Chiharu?)
 Seiyū: Makoto Furukawa
Kaede Mikuriya (御来屋 楓 Mikuriya Kaede?)
 Seiyū: Yoshiki Nakajima
Mashu Kirinoe (桐乃江 麻秀 Kirinoe Mashū?)
 Seiyū: Ryōta Suzuki
Yuichi Shido (織堂 優一 Shidō Yūichi?)
 Seiyū: Shugo Nakamura
Kohei Tose (登世 康平 Tose Kōhei?)
 Seiyū: Daiki Yamashita
Daiki Yura (由羅 大樹 Yura Daiki?)
 Seiyū: Nobuhiko Okamoto
Rio Nakashizu (中静 理央 Nakashizu Rio?)
 Seiyū: Katsuyuki Konishi
Makoto Yanagi (八柳 真 Yanagi Makoto?)
 Seiyū: Daisuke Ono
Naoki Yamanashi (月見里 直輝 Yamanashi Naoki?)
 Seiyū: Jun Fukuyama
Akari Yamanashi (月見里 朱莉 Yamanashi Akari?)
 Seiyū: Kaori Nazuka
Togo Takise (多岐瀬 統梧 Takise Tōgo?)
 Seiyū: Kohsuke Toriumi

## Producción y lanzamiento
Esta serie fue creada por el estudio C-Station y producido por NBCUniversal Entertainment Japan. Está dirigida por Shunsuke Tada y escrita por Sayaka Harada, con Asami Watanabe diseñando los personajes y Ken Arai componiendo la música. Su estreno está programado para el 7 de abril de 2023 en Tokyo MX, BS11. El tema de apertura es "Shiny" de Urashimasakatasen. Crunchyroll obtuvo la licencia de la serie fuera de Asia.